# زلاتکو ماتشا
زلاتکو ماتشا (کرواتی: Porez na dodanu vrijednost؛ زادهٔ ۱۷ ژوئن ۱۹۴۹) یک سیاست‌مدار اهل کرواسی است.